# Eudrepanulatrix rectifascia
Eudrepanulatrix rectifascia là một loài bướm đêm trong họ Geometridae.